# Списак српских књижевних часописа
Списак књижевних часописа.

## Књижевни часописи у Србији
- Балканска вила, Београд
- Балкански књижевни гласник, Београд
- Београдски круг кредом, Београд
- Бранковина, Ваљево
- Летопис Матице српске, Нови Сад
- Кораци, Крагујевац
- Улазница, Зрењанин
- Поља, Нови Сад
- Луча, Суботица
- Домети, Сомбор
- Багдала, Крушевац
- Повеља, Краљево
- Поезија : часопис за поезију и теорију поезије, 1996, Београд : Друштво Источник
- Књижевне новине, Београд
- Златна греда, Нови Сад
- Преодница, 1873, Београд
- Предоница, 1884, Београд
- Преодница, 1891, Београд
- Рад, Београд
- Савременик, Београд
- Аванград, Сомбор
- Буктиња, Неготин
- Исток, Књажевац
- Паун, Пожега
- Суштина поетике, Глушци
- Свитак, Пожега
- Српски југ (1994), Београд
- Српски југ (2004), Ниш
- Дечији књижевни лист "Змај"